# Francisco Javier Errázuriz Aldunate
Francisco Javier Errázuriz Aldunate o Francisco Xavier de Errázuriz y Martínez de Aldunate (Santiago de Chile, 22 de agosto de 1773-ibídem, 7 de julio de 1845) fue un político, militar, guardia de corps, regidor, comerciante y agricultor chileno.

## Familia
Fue el primogénito de Francisco Javier de Errázuriz y Madariaga y de Rosa Martínez de Aldunate y Guerrero, y se le impuso el mismo nombre de su padre y de su abuelo paterno, Francisco Javier Errázuriz Larraín. Fue hermano de Fernando, Isidoro y Ramón Errázuriz Aldunate.
Contrajo matrimonio en tres ocasiones. Enviudó en enero de 1818 de su primera esposa y prima, Ignacia Aldunate, sin que ella le dejara descendencia. Cuando contaba ya con 45 años, se casó por segunda vez el 9 de julio de 1819 con Josefa Zañartu y Manso de Velasco, de 23 años, hija del doctor Juan Antonio de Zañartu y Echavarría, rector de la Real Universidad de San Felipe y de Rosa Manso de Velasco y Santa Cruz, y aportaba en dote la suma de $9110. De este matrimonio, que duró cerca de 10 años, nacieron cinco hijos: Rosa, monja; Diego, que se casó con Carmen Ramírez Molina; Carlota, esposa de Mauricio Riesco Droguet y madre de Germán Riesco; Federico y Dositeo. Habiendo fallecido su segunda mujer el 14 de noviembre de 1828, se casó por tercera vez, secretamente, mes y medio más tarde, el 1 de enero de 1829, con la sobrina de su segunda esposa, Rosario Valdivieso y Zañartu, hija de Manuel Joaquín Valdivieso y Maciel y de María Mercedes Zañartu y Manso de Velasco, y hermana de Rafael Valentín Valdivieso. Este matrimonio se mantuvo secreto mientras llegaba la dispensa solicitada a Roma, pues existía un grave impedimento canónico a causa del mencionado parentesco. Como era natural, debido a la enorme diferencia de edad, Rosario sobrevivió a su esposo muchos años y falleció el 24 de octubre de 1889. De su enlace quedaron sus siete hijos: Maximiano, Santiago, quien se casó con Carmen Iñiguez Vicuña; Crescente, Zócimo, casado con María Isabel Nebel Ovalle; Pelagia, monja; Honoria, monja; y Mercedes, esposa de Bonifacio Correa Albano.

## Estudios y carrera militar
Errázuriz Aldunate terminó sus estudios primarios finalizando los cursos de latinidad y retórica en esta capital. Luego, aprovechando lo dispuesto en una Real Cédula de 1793, en la cual el monarca manifestaba que había resuelto formar una segunda compañía de guardia de corps que debería integrarse con caballeros americanos, “en virtud de lo grato que le habían sido en todo tiempo los servicios de sus fieles vasallos de América”. Su padre determinó aprovechar esta merced incorporando a su hijo en esta noble institución y lo envió a España por el camino de la cordillera y de Buenos Aires. Como era de rigor, el joven postulante había remitido previamente sus pruebas de nobleza, allegando toda la documentación requerida que formó un voluminoso expediente. Allí se insertan todas las partidas bautismales y matrimoniales de una serie de antepasados del candidato, así como la nomenclatura de sus testamentos y certificaciones de los cargos militares, edilicios y demás honoríficos empleos que habían desempeñado sus progenitores más inmediatos de las estirpes de Errázuriz, Madariaga, Aldunate, Carrera, etc.
Entre otra informaciones que en el expediente se aducen para atestiguar la hidalga del joven Errázuriz Aldunate, se inserta un interesante documento, ratificado por el escribano mayor de Gobierno, que certifica que "el oficio y empleo de Alcalde ordinaria de la ciudad.... es y ha sido siempre el distintivo de los vecinos nobles. En el Archivo de la Capitanía General se consta también, entre la correspondencia dirigida al Rey por el gobernador de Chile, Ambrosio O´Higgins, la nota en que comunica el viaje del joven postulante a la Corte y solicita que sea admitido en el Real Servicio.
Dice así:
"El Presidente de Chile avisa que a don Francisco Javier de Errázuriz y Aldunate, hijo de padres nobles, y beneméritos de aquella capital, ha dado permiso para pasar a España a solicitar a S. M. por mano de V. E. la gracia de ser admitido al Real Servicio en la Compañía Americana de Guardias de Corps. Recomendada la buena conducta y disposición de aquel joven, y las circunstancias y buenos servicios de su padre el Doctor don Francisco Javier de Errázuriz.

Señor El Doctor don Francisco Javier de Errázuriz y doña Rosa Martínez de Aldunate, vecinos de esta capital han destinado a su hijo legítimo don Francisco, al servicio de S. M. en la nueva Compañía de Guardias de Corps de nobles americanos, según lo han expuesto en un memorial expresándome este designio presentaron los documentos de su nobleza, y pidieron se les recibiese la información de méritos y servicios hechos a S. M. por si y sus ascendientes en este Reino. Excusadas estas diligencias completamente ha pedido el interesado testimonio de ellas para presentarse a V. E. solicitando la gracia de ser admitido en aquel cuerpo distinguido, y yo se lo he mandado dar resguardo de la buena conducta y disposición del joven pretendiente, y deseoso de lo que esta satisfacción, su padre el Doctor don Francisco Javier, sujeto realmendable por su literatura, servicios y demás circunstancias que ha hecho constar en el m ismo expediente. Prevengo de todo a V. E. para que al presentarse el interesado tenga este conocimiento anticipado de su naturaleza y calidad. Dios Guarde a V. E. muchos años. Santiago de Chile 11 de febrero de 1794. Exmo. Señor Ambrosio O´Higgins Vallenar. Exmo. Señor Conde del Campo de Alenge[cita requerida]

## Estadía en España
Habiendo llegado a la metrópoli con tan excelente recomendación el joven Errázuriz Aldunate fue admitido en la Real Institución donde sentó plaza en septiembre de 1794 y permaneció sirviendo en ella dedicado a sus peculiares tareas hasta el 15 de diciembre de 1797, en cuya fecha el rey le nombró Tesorero del Consulado de Santiago, en reemplazo de don Juan Manuel Maciel.
Ya sea que este cargo careciera de importancia, sea que aspirase a algo mejor, el hecho es que el ex Guardia de Corps, dilató su incorporación y permaneció en la Corte. Tres meses más tarde el monarca firmó en su favor un real decreto (Aranjuez 12 de abril de 1798) por el cual ordenaba al Presidente de Chile que se le concediesen honores de Oficial Real.
A pesar de esta designación, el joven Errázuriz no se movió de la península. Solamente abandonó la capital y se trasladó a Cádiz para atender diversas negociaciones comerciales en combinación con su padre, que, sin duda, serían mucho más lucrativas que las honoríficas, pero mal rentadas prebendas reales.
Dedicado de lleno a las tareas que debían ser el afán principal de su vida, como hablan sido también de la de su abuelo paterno, y otros individuos de la familia. Don Francisco Javier permaneció ocho años en Cádiz, desarrollando sus negocios mercantiles. Allí le acompañó en 1801, su hermano menor, don Ramón Errázuriz y en ese puerto se hallaban entonces estableciéndose muchos criollos chilenos y de otras procedencias, con algunos de los cuales, aparte de los tratos comerciales, enlazó una estrecha amistad.
Uno de los grandes amigos de Francisco Javier fue el futuro prócer argentino, Juan Martin de Pueyrredón, como lo demuestran las siguientes cartas que a continuación copiamos, que aunque no dicen nada de importancia, demuestran el grado de intimidad con este personaje que fue una figura de primera magnitud en Argentina y quien desde el cargo de Director Supremo hizo factible la expedición de José de San Martín, le prestó el más amplio y completo apoyo, motivo por el cual estas misivas revisten un positivo interés.
Cádiz era por esos años y los siguientes un centro importante de logias formadas para trabajar por las ideas liberales. José de San Martín también estuvo allí y como muchos otros se afilió a ellas, lo mismo que Pueyrredón muchos otros personajes que se destacaron en la Independencia de Americana. No sería extraño que don Francisco Javier Errázuriz se hubiese también incorporado a algunos de estos cenáculos y sabemos que su hermano don Ramón perteneció a las logias masónicas.
Las cartas escritas por Juan Martin de Pueyrredón, después de haber regresado de Cádiz y dirigidas a don Francisco Javier, que aún permanecía en aquel puerto, dicen así:

s"' D. Francisco Javier de Errázuriz

Cádiz.
B' A' 28-Av.-1804
Amado Amigo mío; cincuenta y ocho días terminaron nuestro viaje sin la menor novedad, y a los pocos de mi llegada a esta tuve el gusto de descargarme de su maldita encomienda de las Alagas, que en todo el viaje no me dejaron sosegar para que luego que veyamos un Buque teníamos que meterlas en los bolsillos, y lo mismo en que' embarques, y desembarques se me han ofrecido, peró al fin quede con la satisfacción de haberlas entregado, y de haberte servido.
De toda la Letanía de visitas que me encargaste, aún no he podido hacer ninguna porque no he tenido lugar, peró serás servido en esto. como en que lo quieras ocupar a tu verdadero amigo Q.T.M.B.
JUAN MARTÍN DE PUEYRREDON
P.D. Mi mem' a tu s" Hermano, A Formas e&s' [cita requerida]

D' Javier de Errázuriz y Aldunate
Aviso Cádiz
B' A' 0ctubre 27 de 1804
Mi querido Amigo: Acabó de recibir por el Aviso de Agusto una tuya contestación de la en que te avisaba mi llegada de esta; célebro tu buena salud y te ofresco la nuestra.
Dolores ha estado bastante incomodada desde el momento de su llegada y aunque no del todo buena está bastante mejorada y agradecida a tu atenta memoria.
Necesito de toda tú indulgencia para que me disimules el no haber dado cumplido de las visitas que me encargaste; La enfermedad de Dolores, mis muchos que hacerles y mi gran simpleza me sirvan de disculpa; fui retardándolas de un día o más y ultimam me Ilene de desgano de hacerlas; Exije el sacrificio que quieras en pena de esta culpa que a todo se allana para complacerte tu amor y apreció.  Amigo Q.T.M.B.

JUAN MARTÍN DE PUEYRREDON

## Matrimonio
Dolores era prima hermana y mujer de don Juan Martin de Pueyrredónque falleció poco después de escrita esta carta. Su marido estaba dispuesto y tenía todo preparado para establecerse en Cádiz, donde residían sus tíos y suegros. Tal vez la Historia hubiese sido otra. Se ha supuesto que a partir a España el flamante Guardia de Corps, quedó seriamente prendado de una prima suya, doña Ignacia Aldunate y Larraín, y que, ni sus ocupaciones militares, ni los afanes del comercio, ni el hechizo de las madrileñas o andaluzas le hicieron olvidar, a pesar de tantos años de ausencia.
La realidad es menos romántica y el matrimonio de don Francisco Javier debió indudablemente, ser un convenio entre dos familias, casó entonces muy frecuente, pues cuando aquel partió a España en 1794, doña Ignacia no estaba en una edad apropiada para inspirar tan gran amor a un mancebo de 21 años, pues apenas contaba 7 años.
Cuando don Francisco Javier, cumplió los 34 y vio seguramente afianzado su porvenir, determinó casarse. Con este fin envió a su progenitor un poder especial para que este contrajera matrimonio a su nombre con la novia que se le había elegido, que era prima suya en segundo grado, hija de don Juan Miguel Mártinez de Aldunate y Garcés, primo hermano de su madre, y de doña Ana Maria de Larrain y Lecaros, vinculada también con un parentesco más lejano.
El novio había remitido de Cádiz a su prometida una hermosa miniatura con su retrato, la cual además de ser un precioso recuerdo de familia, representa la efigie más antigua de varón que se conoce de la prosapia de los Errázuriz. Solo le precede en antigüedad, como dijimos, el gran retrato al óleo de su tía, doña María del Carmen de Errázuriz y Madariaga, que se conserva en el Convento del Carmen.
Debido acaso a la especial circunstancia de la ceremonia, se ignora la fecha en que se verificó el matrimonio por poder de don Francisco Javier Errázuriz con su prima, doña Ignacia Aldunate, porque no ha podido encontrarse esta partida en los registros parroquiales. Se efectuaría, sin duda, en el primer semestre de 1806, pues sabemos que a fines de ese año el novio se embarcó en Lisboa, rumbo a Montevideo, a donde llegó 45 días más tarde y el 15 de octubre de 1807, el novel esposo aparece firmando en Santiago la carta de dote conyugal y reuniendo la apreciable suma de $24.480 en oro, plata sellada y labrada, joyas, ropas de vestir y esclavos. La joven pareja arrendó poco después una casa situada en la calle del Chirimoyo hoy Moneda, los pies del actual Teatro Municipal, por la que pagaron un canon de $300 anuales.

## Regreso a Chile
Durante los trece años que residió en la península ibérica, su educación y su temperamento equilibrado y prudente impidieron a don Francisco Javier Errázuriz, abanderizarse en forma violenta cuando sobrevino el conflicto de nuestra emancipación. Su actitud es muy explicable. Alejado de la cosa pública con pocas relaciones en Chile, arraigadas posiblemente en su espíritu las ideas monárquicas, a pesar de haber tratado en Cádiz con ardientes partidarios de las nuevas ideas libertarias y a pesar también, de su sin patriotismo y del entusiasmo fervoroso de su clan, el ex Guardia de Corps, se mantuvo neutral en la contienda y miraba con cierto escepticismo el desarrollo de los acontecimientos.
No obstante su pasividad, los vecinos de la capital lo llevaron al Cabildo en 1811. y tal vez a causa de su ponderación y prudencia fue designado Juez de la causa que se entabló con motivo del motín de Figueroa. Errázuriz, tuvo en ella una actuación sobresaliente, demostrándose imparcial y ecuánime ante las pasiones exaltadas de los patriotas. Convencido de la inocencia de muchos de los acusados, los puso en libertad y publicó un manifiesto que es una pieza notable -dice Barros Arana, por la rectitud de sentimientos y por su forma literaria. 

Infelices de nosotros, exclama Errázuriz, en uno de sus acápites, al mismo tiempo que trabajamos por establecer al hombre en los derechos que le usurpó la tiranía, diésemos el horrendo ejemplo de castigar a los acusados por una mera delación que se ha desvaneado de la manera más concluyente.

## Diputado y senador en el primer congreso
Don Francisco Javier Errázuriz, formó parte de nuestro Primer Congreso Nacional, siendo uno de los 14 Diputados elegidos por Santiago en la elección celebrada el 6 de mayo de 1811, en la que obtuvo la cuarta mayoría con 338 votos, pero disgustado, a poco andar, con la marcha del Congreso, donde empezaban a imperar sus adversarios, pidió licencia, junto con otros colegas, para ausentarse de Santiago, la que le fue concedida el 19 de septiembre de 1811.

## Constitución de 1833

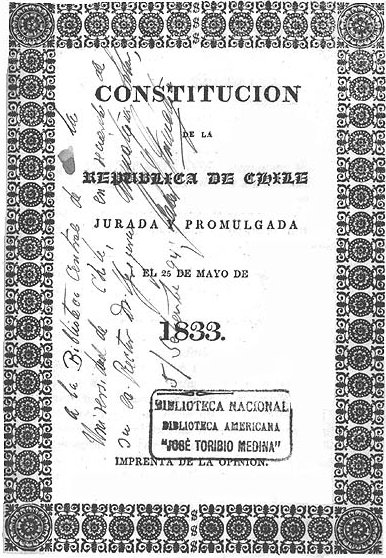
Portada de un ejemplar de la Constitución de 1833

A pesar de la moderación demostrada en sus actos públicos y de hallarse retirado de los cargos directivos, Errázuriz Aldunate sufrió, como sus demás hermanos las persecuciones de los realistas. Pasado Chacabuco, formó parte del primer Senado de la República inaugurado bajo el gobierno de O´Higgins, en 1818, que permaneció en el desde el 22 de octubre de 1818 al 7 de mayo de 1822 y aunque luego se retiró definitivamente de la política activa, perteneció al Consejo de Estado, en 1823, y su nombre tiene el honor de figurar entre los firmantes de la carta magna de la Constitución de 1833.

## Director de la Caja de Descuentos
A la inversa de sus hermanos Fernando y Isidoro, notase en Francisco Javier cierta reticencia para actuar personalmente en la política militante del país y para seguir ocupando, como todos ellos, un asiento permanente en la Cámara o en el Senado. Se advierte también una marcada preferencia en la atención de sus negocios personales, aunque esto no le impidió desempeñar con diligencia las importantes funciones de Director de la Caja de Descuentos, designación que le había sido otorgada por el Senado Conservador, con fecha 31 de diciembre de 1823. En el desempeño de este honroso cargo, junto con otros Directores, celebró el 20 de mayo de 1824, el histórico contrato llamado del Estanco, con la firma Portales, Cea y Cia., que concedía a esta sociedad el monopolio del tabaco y otros productos por un plazo de diez años. Producto del ruinoso fracasó del Estanco, la Caja Nacional de Descuentos fue suprimida y anexada a la Tesorería, por decreto de 13 de julio de 1839. Errázuriz cesó el 31 de julio de 1833 ese mes en sus funciones de Director, por las que recibía un emolumento de $3.000 anuales. El artículo 7° de aquel decreto facultaba a los empleados de la Caja de Descuentos, que cesasen en sus cargos, acogerse a la reforma con arreglo a la ley del casó, es decir, en nuestro lenguaje actual tenían derecho a jubilar. De acuerdo con esta facultad, Francisco Javier Inició al año siguiente su expediente de jubilación, solicitando una asignación de $ 750 anuales, que legalmente le correspondía, por haber servido cinco años y siete meses, el mencionado cargo. Terminadas las tramitaciones, con una serie de tropiezos, después de muchos años, el Presidente Bulnes firmó un decreto el 22 de julio de 1842, concediendo la jubilación solicitada, que debía empezar a regir desde la fecha de ese decreto.
Don Francisco Javier reclamó de esa resolución que lo privaba del derecho de 13 años de jubilación, puesto que su cargo había sido suprimido en 1829 y se quejaba de que esta resolución gravita sobre mis desgraciados hijos a quien apenas puedo sostener por mis achaques y avanzada edad, pero, oído el Fiscal, se denegó su solicitud por diversas razones. Volvió a reclamar de este dictamen el afectado, y consultados los Ministros de la Tesorería, opinaron lo mismo que el Fiscal. Apelada esta sentencia ante la Corte Suprema y previo el informe del Fiscal Egaña, que le fue desfavorable, la Corte dictó su falló el 9 de abril de 1844, oponiéndose a la reclamación de Errázuriz y confirmando que su jubilación las empezaría a regir desde 1842.

## Años de dificultad y penurias económicas
A pesar de su inteligencia, de su capacidad y del tesón muy propio, don Francisco Javier de Errázuriz no fue afortunado en sus negocios y tuvo la desgracia de sufrir un gran descalabro hacia el término de su vida. Las negociaciones de intercambio con la península que con tanto entusiasmo había iniciado en Cádiz, cuando se retiró del Real Servido, se interrumpieron bruscamente en 1810 por los trastornos de la Independencia. Esto provocó la liquidación de la sociedad que su padre había formado con sus hijos, la cual, seguramente debió efectuarse en muy malas condiciones.
Ya hemos visto lo ocurrido respecto a la jubilación de su cargo de Director de la Caja de Descuentos, que solo pudo percibir en las postrimerías de su vida. En sus negocios particulares, a pesar de haber recibido como herencia de sus padres la cuantiosa suma de $18.392, tampoco anduvo afortunado Francisco Javier. En los protocolos notariales encontramos con mucha frecuencia escrituras de compromiso por préstamos de dinero, algunas por sumas muy importantes, como la que le facilitó la firma Salas y Bascuñán, que ascendía a $37.000. Casi todas ellas con el subido interés del 12% anual, que en aquellos tiempos era considerado exorbitante.
En 1832, Errázuriz Aldunate tuvo injerencia, como fiador, del arriendo que hizo don Francisco Castro a don Francisco Ovalle y Soto de su hacienda Lliu-Lliu, y como tal se obligado a entablar un litigio contra este último, como asimismo tuvo que seguir varios otros en los estrados judiciales, por cobro de pesos a diferentes personas.
Sin duda, una de las principales causas del desastre financiero de Francisco Javier, se debió a los trastornos provocados por nuestra emancipación, que alteraron radicalmente la economía nacional en el orden de todo lo establecido, pero la causa inmediata de su ruina se derivó de la muerte abintestato de su primera esposa, Ignacia Aldunate. Esta señora, aparte de su dote de $ 24.480, había recibido por sus herencias paterna y materna $ 23.534. más, de modo que, con el acrecentamiento de los años, cuando ella falleció, como no testó, ni dejó descendencia, su viudo se vio obligado a devolver a su herederos forzosos una suma superior a $ 70.000. descontadas
sus gananciales. Cierto es que conservó de los bienes de su primera esposa, vanas hijuelas que formaban su chacra de Chuchunco, que se adjudicó por un precio muy módico, pero la devolución de golpe de aquella cuantiosa suma, perturbó para siempre el equilibrio de sus negocios y no pudo nunca reponerse. La dote de su segunda esposa, que ascendía a $9.110, y los $ 8.215 quedaban recibió por herencia de los padres en 1839, no lograron evitar su empobrecimiento, ni menos pudo afianzar su situación con el modesto aporte de su tercera mujer, que los sumaba $1.388.
Encontrándose, pues, en una situación muy aflictiva, ya anciano y achacoso don Francisco Javier, vendió su chacra de Chuchunco a Nicolás Larraín Aguirre, en la suma de $57.970, que destinó a cancelar compromisos, pero como estos eran muy superiores, se vio obligado, el 14 de octubre de 1814, a practicar un convenio extrajudicial con sus herederos y acreedores, viniendo a juicio de compromiso de acciones que a cada uno competen”, es decir, en buen romance, declarándose en quiebra. Los únicos bienes del fallido consistían en su casa habitación, situada frente a la Plazuela de la Merced, en la calle de este nombre, esquina norponiente con la de las Claras, que entonces se llamaba Chacabuco, que valía $30.000. Esta propiedad reconocía censos por valor de $13.000, y dos créditos a su favor que sumaban $8.000, de modo, que todo su haber ascendía a $25.000, aproximadamente, de los cuales había que escalfar ante todo las dotes de sus dos esposas y las herencias de los menores de ambos matrimonios.
Iniciado el concurso, se nombró Juez Compromisario, árbitro y amigable componedor al Licenciado, Diego Arriarán y como Sindico depositario a Fernando Errázuriz Sotomayor, que representaba también a su madre, que era una de las principales acreedores del mencionado concurso. 
Se ocuparon estos con el mayor celo de las diligencias inherentes a sus ingratos cargos, que duraron varios años, en cuyo lapso falleció de pesadumbre de Francisco Javier.
Rematada la casa el 20 de marzo de 1846, en $30.000. por Ramón Tagle; enajenada la plata labrada en $84; los muebles adjudicados a la viuda en $455 y cobrados los créditos, se suscitaron diversas incidencias en los abogados de las partes, Miguel Giiemes, representante de los menores, don Diego y don Federico Errázuriz Zañartu, cuyo tutor era don Ramón Errázuriz, don Ricardo Ovalle, abogado de Rosa, Carlota y Dositeo Errázuriz Zañartu y Silvestre Valdivieso, tío y representante de la viuda, Rosario, hasta que Diego Arriarán pronunció el laudo, el 20 de julio de 1846, liquidando equitativamente los bienes del concursante, de los cuales correspondió $15.107. a la estirpe Errázuriz Zañartu, $4.307. a Rosario Valdivieso, $5.997, a los menores Errázuriz Valdivieso y $6.345, a los demás acreedores quedando algunos haberes por percibir y también algunos deudores sin cancelar, saldos que se satisface religiosamente, hasta el último centavo, en el curso de algunos años.

## Muerte
Don Francisco Javier Errázuriz y Aldunate falleció de 72 años el 7 de julio de 1845, dejando un poder para testar que había otorgado el 18 de abril de 1829 a su segunda esposa y a su suegra, la señora Rosa Manso de Velasco de Zañartu, para que estas hiciesen su testamento según las disposiciones que les tenía comunicadas, ordenando los inventarios y partidores sin la intervención de Juez alguno. En estas circunstancias, se presentó Rosario Valdivieso pidiendo el nombramiento de Ramón Errázuriz Aldunate, su cuñado, para que representase a sus entinados, por sus relaciones con la familia, su buena disposición para servirla y la confianza que a todos inspira”. Previo el informe del Juez de Menores, quedó nombrado don Ramón como albacea de su hermano intestado y también como curador ad-bona de los menores hijos del anterior matrimonio y se designó a doña Rosario, tutora y curadora de los suyos.